# Платонов, Павел Александрович
Павел Александрович Платонов (бел. Павел Аляксандравіч Платонаў; род. 7 февраля 1986, Минск) — белорусский футболист, игравший на позиции полузащитника. Его брат-близнец, Дмитрий, также является профессиональным футболистом.

## Клубная карьера
С 2003 выступал за «Звезду-БГУ». В 2006 вместе с братом перешёл в борисовский «БАТЭ», в рядах которого дважды стал чемпионом страны, после играл за «Гранит», «Шахтер» и «Гомель». В 2012 впервые разошёлся с братом по разным клубам, так как стал игроком «Городеи».
В январе 2013 перешёл в «Торпедо-БелАЗ», но в жодинском клубе появлялся на поле лишь эпизодически. По окончании сезона в январе 2014 покинул клуб и завершил профессиональную карьеру, перейдя на работу в IT-сферу.

## Достижения
- Чемпион Беларуси: 2006, 2007
- Чемпион Первой лиги: 2010
- Обладатель Кубка Беларуси: 2005/06, 2010/11

## Статистика
| Сезон | Дивизион | Клуб                | Страна                    | Матчи | Голы |
| ----- | -------- | ------------------- | ------------------------- | ----- | ---- |
| 2003  | дубль    | Звезда-БГУ          | Флаг Беларуси (1995—2012) | 7     | 0    |
| 2004  | дубль    | Звезда-БГУ          | Флаг Беларуси (1995—2012) | 15    | 4    |
| 2005  | Д1       | Звезда-БГУ          | Флаг Беларуси (1995—2012) | 16    | 0    |
| 2006  | Д1       | БАТЭ                | Флаг Беларуси (1995—2012) | 11    | 0    |
| 2007  | Д1       | БАТЭ                | Флаг Беларуси (1995—2012) | 23    | 0    |
| 2008  | Д1       | Гранит (Микашевичи) | Флаг Беларуси (1995—2012) | 25    | 0    |
| 2009  | Д1       | Шахтёр (Солигорск   | Флаг Беларуси (1995—2012) | 1     | 0    |
| 2010  | Д2       | Гомель              | Флаг Беларуси (1995—2012) | 23    | 5    |
| 2011  | Д1       | Гомель              | Флаг Беларуси (1995—2012) | 18    | 0    |
| 2012  | Д2       | Городея             | Флаг Беларуси             | 15    | 1    |
| 2013  | Д1       | Торпедо-БелАЗ       | Флаг Беларуси             | 7     | 0    |